# Llibre de Taliesin
El Llyfr Taliesin (Llibre de Taliesin en gal·lés) és un dels manuscrits gal·lesos més coneguts. Està datat de la primera meitat del segle xiv (hi ha autors que hi proposen l'any 1275), tot i que es creu que la majoria dels seus poemes són molt més antics. El manuscrit està custodiat a la Biblioteca Nacional de Gal·les d'Aberystwyth (signatura Peniarth MS 2). Es conserva incomplet després d'haver perdut alguns fulls, inclòs el primer.
El volum conté un recull d'alguns dels més antics poemes en gal·lés, molts atribuïts al poeta quasi mític Taliesin, viu durant el segle vi. Altres poemes reflecteixen un estil particular, hereu tant dels textos llatins com de la tradició celta de Gal·les. Sembla que un únic amanuense compongué el volum, probablement a Glamorgan, aprofitant altres textos i atribuint poemes anònims a Taliesin, que llavors representava el paradigma del savi profeta i mag.
En el manuscrit hi ha també poemes gal·lesos, entre els quals destaquen:
- Armes Prydain Fawr (La profecia de Bretanya), atribuït a un clergue del sud de Gal·les desitjós d'aconseguir una aliança amb el rei de la futura Anglaterra portant l'estendard de David de Gal·les. Aquest text sembla referir-se a la derrota l'any 937 d'una coalició contra el rei Etelstan d'Anglaterra en la batalla de Brunanburgh.[6]
- Preiddeu Annwfn (El botí d'Annwfn), que relata la travessia del rei Artús i els seus cavallers per mar cap a Caer Siddi ('Castell de les fades') per a guanyar uns tresors, com un calderó màgic.
- Elegies a Urien, Owein, Cunedda i Dylan Eil Ton, herois, guerrers i governants gal·lesos.

També enclou alguns dels primers esments en gal·lés a les gestes d'Hèrcules i Alexandre el Gran. Els poemes hi poden ser profètics, mitològics, religiosos i històrics.